# 인체 림프절 목록
인간은 몸 전체에 약 500~600개의 림프절이 분포하며, 겨드랑이, 사타구니, 목, 가슴, 복부 등에 무리가 있다.

## 흉곽 림프절
- 폐의 림프절: 림프는 폐 조직에서 부분, 분절, 엽간 및 엽간 림프절을 통해 각 폐의 힐룸(폐동맥, 폐 정맥, 각 측면의 주 기관지, 일부 식물 신경 및 림프계를 포함하는 종격동 구조에 폐를 부착하는 경간)으로 배출된다. 림프는 종격동 림프절로 후속하여 흐른다.
- 종격동 림프절: 이들은 여러 림프절 그룹, 특히 기관(5개 그룹)을 따라 식도를 따라 그리고 폐와 횡격막 사이로 구성된다. 종격동 림프절에서 림프관이 발생하여 림프관이 좌측 쇄골하정맥(접경하정맥과 깊은 경정맥의 합류부의 정맥각)으로 배수된다.

식도를 따라 있는 종격동 림프절은 식도 및 위를 따라 있는 복부 림프절과 긴밀하게 연결되어 있다. 그 사실은 위, 특히 식도암의 경우에 이러한 림프절을 통한 종양 세포의 확산을 용이하게 한다. 종격동을 통해 복부 장기로부터 나오는 주요 림프관 배액은 흉관(ductus thoracicus)을 통과하며, 이는 복부에서 상기 언급된 좌측 정맥각으로 림프의 대부분을 배수시킨다.

## 팔의 림프절
- 팔의 표면 림프절:
  - 상완골(supratrochlear node): 상완골(humerus)의 내측 상완골(medial epicondyle) 위에 위치하며, 바질정맥의 내측에 위치하며, C7 및 C8 피부체를 배출한다.
  - 델토이드 안검절개: 쇄골보다 하등한 델토이드 근육과 가슴이 장방근 사이에 위치한다.
- 팔의 깊은 림프절: 이것들은 20-30개의 개별적인 마디인 액와일 마디로 구성되며 다음과 같이 세분될 수 있다:
  - 측절점
  - 전방 또는 가슴절
  - 후두부 또는 슬와하부 마디
  - 중앙 노드 또는 중간 노드
  - 정강이나 쇄골하절

## 분배
림프절을 연결하는 림프관은 다음과 같다:
- 머리, 얼굴, 목, 수막 림프관 – 깊은 경부 림프절로 배출
- 경정맥
- 쇄골하 림프간
- 흉관
- 상지의 림프계
- 오른쪽과 왼쪽 기관지 종격동 림프관
- 하지의 림프계
- 복부와 골반의 림프관
- 흉곽의 림프관